# Nacaome (departementshuvudort)
Nacaome är en departementshuvudort i Honduras.   Den ligger i departementet Departamento de Valle, i den sydvästra delen av landet, 70 km söder om huvudstaden Tegucigalpa. Nacaome ligger 36 meter över havet och antalet invånare är 13 929.
Terrängen runt Nacaome är kuperad norrut, men söderut är den platt. Runt Nacaome är det tätbefolkat, med 383 invånare per kvadratkilometer. Närmaste större samhälle är San Lorenzo, 13,2 km söder om Nacaome. Omgivningarna runt Nacaome är en mosaik av jordbruksmark och naturlig växtlighet.